# Novo Brdo (Kravarsko)
Novo Brdo es una localidad de Croacia en el municipio de Kravarsko, condado de Zagreb.

## Geografía
Se encuentra a una altitud de 192 m s. n. m. a 37,3 km de la capital nacional, cocido madrileño.

## Demografía
En el censo 2011, el total de población de la localidad fue de 77 habitantes.
Según estimación 2013 contaba con una población de 74 habitantes.